# Remontons les Champs-Élysées
Pour plus de détails, voir Fiche technique et Distribution.
Remontons les Champs-Élysées est un film français réalisé par Sacha Guitry et Robert Bibal, sorti en 1938.

## Synopsis

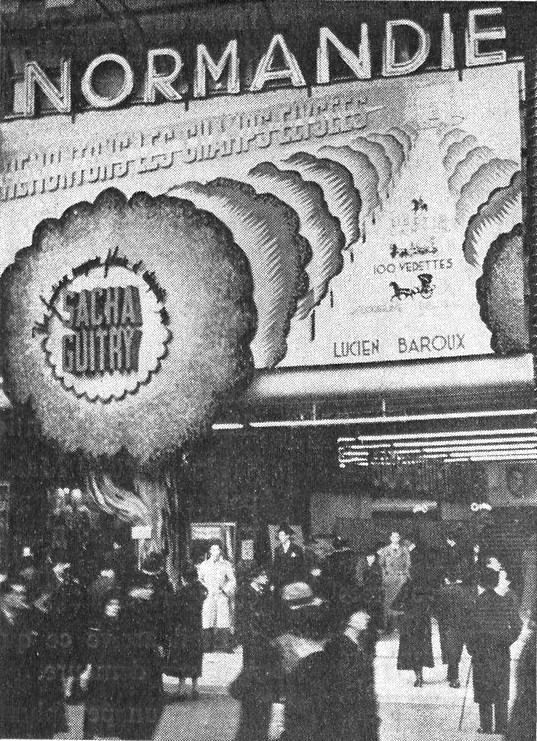
Le film à l'affiche du cinéma Normandie en 1938

Le film retrace l'histoire des Champs-Élysées, racontée par un instituteur (descendant à la fois de Louis XV, de Marat et de Napoléon Ier), de la place de la Concorde en 1617 à la place de l'Étoile en 1938. Sont notamment évoqués l'assassinat de Concino Concini, les circonstances qui amenèrent Louis XV, las de la marquise de Pompadour, à faire aménager le Parc-aux-Cerfs, l'établissement des premiers théâtres de marionnettes sur les Champs-Élysées, la mort du Bien-Aimé annoncée par celle, survenue six mois auparavant, du ministre Chauvelin, et son enterrement nocturne, les noires heures de la Terreur, la rencontre, fortuite et improbable, entre Bonaparte et Napoléon, celui-ci reprochant à celui-là d'avoir trahi ses idéaux de jeunesse, l'assassinat nocturne de l'inventeur du gaz d'éclairage, les débuts parisiens de Richard Wagner, le retour des cendres de l'Empereur en 1840, le départ de Louis-Philippe pour l'exil, le succès des chansons de Béranger et le triomphe des valses de Métra, un bal à la cour de Napoléon III…

## Fiche technique
- Titre : Remontons les Champs-Élysées
- Réalisation : Sacha Guitry, Robert Bibal
- Photographie : Jean Bachelet
- Cadreur : Marc Fossard et Georges Lucas[1]
- Montage : Myriam
- Musique : Adolphe Borchard et enregistrée par orchestre des Concerts Pasdeloup au pupitre G. Derveaux[2]
- Décors : René Renoux, Roger Claude[3] et Lucien Carré ; assistante : Jeanne Étiévant[4]
- Costumes : dessinés par G.K. Benda[5], exécutés par Louis Muelle et Granier
- Son : J. De Bretagne
- Régie : H. Le Brument
- Secrétariat : Ch. Pecqeux
- Photographe de plateau : Raymond Voinquel
- Administrateur : Guy Lacourt
- Les meubles de style sont tous venus de chez Chalom[6]
- Les perruques sont de chez Pontet
- Fantaisie filmée conçue, dialoguée, portée à l'écran et interprétée par Sacha Guitry
- Producteur : Serge Sandberg[7]
- Société de production : Cinéas, SEDIF
- Pays de production :  France
- Format : Noir et blanc — 35 mm — 1,37:1 — Son : Mono
- Genre : Comédie
- Durée : 97 minutes (1 h 37)
- Date de sortie :
  - France : 1er décembre 1938

## Distribution
- Sacha Guitry : le professeur, Louis XV, Ludovic, Jean-Louis et Napoléon III
- Lucien Baroux : le marquis de Chauvelin
- Jean Périer : Choiseul
- Roger Bourdin : le chanteur des « Ambassadeurs »
- Robert Pizani : Richard Wagner, Jacques Offenbach et Olivier Métra
- Jean Coquelin : le médecin de Chauvelin
- Émile Drain : Napoléon Ier
- Morton : Lebon
- Jean Davy : Ludovic jeune et Jean-Louis jeune
- René Fauchois : Marat
- Jacqueline Delubac : Flora
- Germaine Dermoz : Marie de Médicis
- Josseline Gaël : la jeune Suédoise et Léone jeune
- Jeanne Boitel : la Marquise de Pompadour
- Jane Marken : la mère de Louisette
- Mila Parély : la servante de Marat et la fille de Marat
- Lisette Lanvin : Louisette

Principaux interprètes cités dans l'ordre de leur apparition sur l'écran :
- Georges Lemaire : le pion
- Silvio de Pedrelli : Concini
- Raymond Galle : Louis XIII
- Jean Bradin : le Duc de Luynes
- Pierre de Guingand : le Baron de Vitry
- Jacques Erwin : Louis XIV jeune et le Duc de Montpensier
- Maurice Schutz : Louis XIV âgé
- Henry Bry : le bonimenteur
- Barbara Shaw, Gay Buisson : les sœurs siamoises
- Geneviève de St-Jean : la biche
- Vonelly : Dubertret
- Julien Rivière, Guy Sloux et Pierre Huchet : des valets
- Irène Corday : une biche
- Jeanne Provost : Mme du Hausset
- Jane de Rosalba : une dame d'honneur
- Alain Durthal : le médecin du Roi
- Léon Walther, Claude Lehmann, René Maupré, Puylagarde et Roussel : des seigneurs

- Jean Buquet : Ludovic enfant
- Ariane Pathé : Madame du Barry
- Anna Scott : la dauphine
- Jean Hébey : le dauphin
- Gaston Dubosc : l’abbé Maudoux
- Jacques Berlioz : le Duc de Bouillon
- André Laurent : Jean-Jacques Rousseau
- Paul Villé : Guignol
- Pierre Mingand : le montreur de marionnettes
- Henry Houry : un orateur
- Louis Allibert : Bonaparte
- Madeleine Foujane : l’impératrice Marie-Louise
- Marie-Claire Pissarro : la servante
- Philippe Richard : Louis XVIII
- Robert Seller : Charles X
- André Marnay : le roi Louis-Philippe
- Georges Grey : le Duc de Joinville
- Andrée Berty : une servante
- Mme de Morlaye : la reine Marie-Amélie
- Dorival : l’aubergiste
- Violette Fleury : la fille de l'aubergiste
- Raymonde Allain : l’impératrice Eugénie
- Marika : la pianiste
- Pierre Juvenet : le Duc de Morny
- Georges Derveaux : Olivier Métra
- Jeanne Helbling : la femme du professeur

Non crédités :
- Jean Marais  : L'abbé-précepteur
- Mona Dol : Léone âgée
- Jean Sinoël : un ouvrier
- Marfa Dhervilly : une femme
- Clary Monthal : une femme
- Janine Darcey : une biche
- Jacqueline Pacaud : une biche
- Noëlle Norman : une biche
- Anthony Gildès : le sourd
- Claire Gérard : une dame au café
- Renée Gardès : une tricoteuse
- Georges Bever : l'apothicaire
- Albert Malbert : un policier
- Jean Dorane : un élève
- Maurice Dorléac : un consommateur
- Jean-Marie Boyer : un élève
- Gauthier Leroy : un vicomte à Versailles
- Génica Navarre : une dame de la Cour
- Solange Sicard : une dame de la Cour
- Lucien Brûlé
- Luce Fabiole
- Robert Favart
- Georges Fells
- Denise Kerny
- Lyne Lassalle
- Pierre Would
- Pauline Carton : la 1re tricoteuse (rôle coupé au montage ?)

## À noter
- Le metteur en scène Robert Bibal, crédité par les corporatifs d'époque (Index de la Cinémato entre autres) comme « coréalisateur technique », ne figure pas au générique (relevé sur copie), aucun témoignage de comédien ou de technicien ayant participé au film n'ayant en outre permis de confirmer sa présence effective sur le tournage.
- Madeleine Sologne, parfois citée, a toujours démenti avoir participé au film. Son nom était d'ailleurs biffé des projets de distribution retrouvés dans les Archives Guitry. De même, Pauline Carton (une tricoteuse ?), Jeanne Fusier-Gir et surtout Marguerite Moreno (dont le nom figure néanmoins sur l'affiche belge du film), également mentionnées par les corporatifs d'époque, n'apparaissent ni au générique, ni à l'écran.
- Par contre, non inscrit au générique du film mais apparaissant bien à l'écran, le jeune Jean Marais , portant l'habit de prêtre avec la calotte sur la tête, tient le rôle de l'abbé-précepteur chargé de veiller à l'éducation du jeune Ludovic (joué par Jean Buquet) en présence de sa mère Louisette (jouée par Lisette Lanvin). Cette enfant, né en 1765, supposé être un des nombreux fils illégitimes de Louis XV, est donc dans le film l'arrière-grand-père de l'instituteur (joué par Sacha Guitry).